# Розанова, Наталья Николаевна
Ната́лья Никола́евна Розанова (род. 29 апреля 1936) — советский и российский историк искусств, кандидат искусствоведения, профессор на кафедре «Иллюстрация и эстамп» МГУП имени Ивана Федорова.

## Биография
Окончила МГУ им. М.В. Ломоносова в 1959 году (исторический факультет, отделение искусствоведения). Кандидатскую диссертацию на тему «Московская школа книжной ксилографии. 1920—1930» защитила в 1966 году. Работала в гравюрном кабинете Государственного музея изобразительных искусств им. А. С. Пушкина. Общий стаж работы — 50 лет, в МГУП с 1968 года — 43 года.

### Профессиональная деятельность
Читает лекционные курсы по «Истории и теории печатно-графического производства», «Истории материальной культуры».

Профессор Наталья Николаевна Розанова — член Союза Художников по секции критики. Автор 38 учебно-методических и более 200 научных работ, в том числе 7 монографий, используемых в педагогической деятельности. Учебно-методические: «К вопросу о пластических и образных особенностях русской книги XVII века» (МГУП, 2000); «Рисунок: историко-теоретические и методические аспекты» (МГУП, 2000); систематический курс лекций «История и теория печатно-графического искусства» (МГУП, 2009). Научные работы: монография «Пётр Васильевич Митурич» (М., «Советский художник», 1973); «Московская книжная ксилография 1920/30-х годов» (М., «Книга», 1982); монография «Стасис Красаускас» (М., «Советский художник», 1985). Одна из недавних работ Розановой Н. Н. — монография «ВХУТЕМАС, Полиграфический институт, Московский государственный университет печати».
Её научная и педагогическая активность подтверждена двенадцатью учебными пособиями по читаемым ею дисциплинам, 190 статьями, научными докладами и публикациями научных исследований по истории, теории книги и искусству графики. Этому содействует её продуктивное, многолетнее сотрудничество с Государственным музеем изобразительных искусств им. А. С. Пушкина, в котором она работала научным сотрудником.
Историк, кандидат искусствоведения Н. Н. Розанова занималась и книжно-оформительской работой, проектировала издания по искусству («Советская акварель», «Искусство советской Киргизии» и др.).
Свой педагогический, профессиональный и жизненный опыт Н. Н. Розанова использует в учебном процессе, главное внимание уделяет соединению теоретических знаний с практикой художественного оформления печатных изданий.
В течение всех лет работы в вузе Н. Н. Розанова ведёт активную научную работу со студентами факультета, как руководитель Студенческого научного общества. Её ученики за лучшие доклады на ежегодной научной студенческой конференции получают призовые места.
Н. Н. Розанова была научным руководителем и подготовила к защите двух кандидатов искусствоведения.
Важной частью педагогической деятельности Н. Н. Розановой является научно-методическая работа. Ею написаны и постоянно обновляются программы и методические разработки для студентов по читаемым ею курсам «История и теория печатно-графического искусства», «История материальной культуры», «История графики и книжного искусства», «Теория иллюстрации» и др.
Профессор Н. Н. Розанова в течение 10 лет руководила отделением «История русской культуры» Факультета общественных профессий Московского полиграфического института. Была деканом факультета Искусства книги Народного университета культуры, председателем Всесоюзного общества охраны памятников искусства и культуры университета и председателем Добровольного общества любителей книги. Работала в составе Жюри конкурса «Искусство книги» Государственного комитета по печати СССР.
Два созыва (1985—1990) Н. Н. Розанова была депутатом Тимирязевского районного Совета, выполняла обязанности  заместителя председателя Комиссии по культуре.
Профессор Н. Н. Розанова за активную педагогическую и научную деятельность дважды получала президентскую стипендию, а также Грант и степени Российской Академии наук. Пользуется заслуженным уважением студентов, сотрудников, преподавателей факультета.
За многолетний и добросовестный труд в высшем образовании Н. Н. Розанова была неоднократно отмечена почётными грамотами, награждена нагрудным знаком Высшей школы СССР «За отличные успехи в работе», а также медалями «Ветеран труда» и «В память 850-летия Москвы», знаком «Почётный работник МГУП».

## Основные работы
Монографии
- Фаворский. Faworski. Л.: Аврора, 1970
- Пётр Васильевич Митурич. М.: Советский художник, 1973
- Виктор Дувидов. М.: Советский художник, 1979
- Московская книжная ксилография 1920/30-х годов, М.: Книга, 1982
- Советская гравюра. В издании «очерки по истории и технике гравюры», М.: Изобразительное искусство, 1987

Статьи в научных сборниках
- Куприянов и книжная графика // Искусство книги. Выпуск 3. М.: Искусство, 1962
- Национальная традиция и чувство современности в работах литовских художников // «Книга, сб. 7», М.: Книга, 1962
- Поэзия вымысла и поэзия действительности. Сб. «Искусство книги», вып. 4, М.: Книга, 1967
- Из ранней истории титульных листов европейской книги // «Искусство книги», вып. 8, М.: Книга, 1975
- Оформление западноевропейской научной книги XV—XVI вв. // «Искусство книги», М.: Книга, 1979
- История факультета ХТОПП // Юбилейный сборник, М., изд. МГУП, 2000 (в соавт. с Ю. И. Чувашевем и Н. А. Гончаровой).
- Статьи «Месопотамия» и «Египет» // «Мода и стиль. Современная энциклопедия», М.: Аврора, 2002
- Статьи «Гравюра», «Иллюстрация», «В. А. Фаворский», «А. Д. Гончаров», «М. И. Пиков», «Н. И. Пискарев», «М. И. Поляков» во 2-м издании «Книжной энциклопедии», М., 1999

#### Учебные пособия
- Редактирование и подготовка к печати рукописи А. А. Сидорова «История графики и книжного искусства» М., МПИ, 1986.
- Московская книжная ксилография 1920/30-х годов. М., изд. МПИ, 1989
- Композиция изданий. Под редакцией Е. Б. Адамова. Коллектив авторов. Материалы к разделу «Альбомы по искусству». М., МПИ, 1989
- История материальной культуры раздел «Античная Европа» часть I «Греция». М., изд. МПИ, 1990
- История материальной культуры раздел «Античная Европа» часть II «Рим». М., изд. МПИ, 1990
- История материальной культуры раздел «Средневековая Европа: Византия. Западная Европа эпоха раннего феодализма». М., МПИ, 1991
- История материальной культуры раздел «Средневековая Европа: Византия. Западная Европа эпоха зрелого феодализма». М., МПИ, 1991
- История русского жилого интерьера с древнейших времён по начало XX в., М., МГАП «Мир книги», 1993
- История и теория печатно-графического искусства. Вып. I, М., МГУП, 1999
- К вопросу о пластическо-образных особенностях русской народной картинки. М., МГУП, 1999
- Лубок: художественный мир русской народной картинки. М., МГУП, 1999
- П. А. Флоренский о графике и о книге в контексте общих вопросов философии и культуры.
- Рисунок: историко-теоретический и методический аспекты. М., МГУП, 2000
- К вопросу о зрительской интерпретации произведений художественной литературы. М., МГУП, 2000
- Искусство книги русской эмиграции первой волны. В производстве МГУП с 2003 г.
- История материальной культуры: мода, стиль, личность, время. В производстве МГУП с 2003 г.
- Из истории материальной культуры народов древнего Востока. В производстве МГУП с 2003 г.
- Курс лекций по дисциплине «История и теория печатно-графического искусства». Раздел I: зарубежное графическое искусство. Русская рукописная книга. В производстве МГУП с 2003 г.
- Гравюра и её роль в книжном искусстве в XX в. Сдано в редакцию МГУП в 2008 г.